# Heteropilumnus satriai
Heteropilumnus satriai is een krabbensoort uit de familie van de Pilumnidae. De wetenschappelijke naam van de soort is voor het eerst geldig gepubliceerd in 2004 door Yeo, Rahayu & Ng.